# ミヌエット (ネコ)
ミヌエット（英語: Minuet）は、ネコの品種のひとつである。1996年にマンチカンをベースにペルシャ、ヒマラヤン、エキゾチック・ショートヘアなどとの交配で作出され、後に国際ネコ協会（TICA）に登録された。

## 歴史
1996年、イヌ（バセット・ハウンド）のブリーディングの経験のあったジョー・スミスは、マンチカンとペルシャの交配に着手した。マンチカンもバセット・ハウンドと同じく軟骨無形成症である。スミスは、四肢の長さに関わらず、人々にアピールできる猫種を作り出そうと考えた。「ナポレオン」という別名は、ナポレオン・ボナパルトが身長が低かったとされることに由来する。
TICAにおいては「ナポレオン」の名称で2001年に実験種となり、2002年に登録。予備新種となったのは2011年であった。2015年1月、この猫種名を「ミヌエット」に変更することが理事会で議決され、2016年には正式な猫種登録に昇格した。希少種を扱っている別団体では、現在も「ナポレオン」として登録されている。
この名称変更の理由としては「フランスの英雄に対する不敬」という声が多くあったためとされる。

## 外見
マンチカンのようなずんぐりとした四肢、ペルシャのような短く丸みのある顔と優雅な被毛をそれぞれ受け継いでいるが、マズルはペルシャほど低くはない。体型はセミコビーに分類される。尾は胴の長さに比してやや長めである。耳は丸みがあり左右が離れており、丸い目を持つ。毛色は様々である。

## 健康上の問題
マンチカンとペルシャの特徴を受け継いでいるため、ミヌエットは双方の健康疾患に関する問題を抱えやすいとされる。
軟骨無形成症であるため、関節が太く見える、顎が小さい、背骨の湾曲、腰を屈めたり膝をついたような姿勢が一般的にみられる。それにより、脊柱前弯や漏斗胸の発生率が高い。また四肢が短いため、変形性関節症のリスクが高い。
ペルシャから受け継いだ短い顔は、短頭症として知られる。この変形により、呼吸困難を引き起こす可能性があるとされる。鼻涙管の奇形により流涙症が起こることがあり、シミや（二次的な）皮膚炎の原因となる。ミヌエットの眼窩は浅く、眼球突出や猫角膜の病気を引き起こすことがある。顎の変形により咀嚼し難くなることがあり、その結果として食べかすが溜まって歯垢となり、歯周病につながる。また、短頭症のネコはそうでないネコに比べて難産になりやすく、死産の割合も高いとされる。解剖学上起こり得るもうひとつの状況は、喘鳴や睡眠時無呼吸症候群の原因となり、死に至る場合もある短頭種気道閉塞症候群である。